# ジェームス・プリチャード
ジェームス・プリチャード（James Pritchard、1979年7月21日 - ）は、カナダの元ラグビーユニオン選手。

## プロフィール
- オーストラリア・ニューサウスウェールズ州パークス出身[1]。
- ポジションはウィング(WTB)、フルバック(FB)。
- 身長 175cm、体重 85kg
- カナダ代表通算キャップ数は62でワールドカップ2003・2007・2011・2015のカナダ代表に選ばれた[2]。

## 略歴
ベッドフォード・ブルーズ、プリマス・アルビオンRFC、USAペルピニャン、ノーサンプトン・セインツ、コヴェントリーRFC、オールド・アルバニアンRFCを経て、2017年、アンプティルRUFCに加入。 
2019年、現役を引退した。 